# Road to Ruin (album)
Road to Ruin četvrti je studijski album od američkog punk rock sastava Ramones, koji izlazi u rujnu 1978.g. Album je sniman u svibnju i lipnju 1978. u "Media Sound" studiju, New York.
Materijal na albumu se još više okreće pop zvuku i predstavlja jedan ozbiljan glazbeni pomak u odnosu na prethodno objavljene albume, a u najvećem dijelu to se osobito vidi na albumu iz 1980. End of the Century. Road to Ruin je bio pod utjecajem '60-ih i ženskih sastava toga vremena, kao i pod utjecajem rock sastava "The Byrds", uključujući skladbu "Don't Come Close" i cover "Needles And Pins", originalno snimljenu od pop pjevačice Jackie DeShannon, a kasnije od "The Searchersa". Na albumu se također nalazi i skladba "I Wanna Be Sedated", koja je jedna od njihovih najpopularnijih pjesama.
Ovo je njihov prvi album na kojemu bubnjeve svira Marky Ramone, koji iz originalne postave zamjenjuje Tommya Ramonea koji je otišao radi umora od glazbenih turneja. Ipak Tommy (rođen kao, Tommy Erdelyi) ostaje kao producent na albumu, a u sastav se vraća 1984. kada objavljuj svoj osmi studijski album Too Tough to Die.
Reizdanje albuma objavljuje diskografska kuća "Rhino Records" 19. lipnja 2001.g. Album se sastoji od bonus skladbi, alternativnih verzija i demosnimki. Dvije bonus skladbe "Rock 'n' Roll High School (Ed Stasium verzija)" i "Blitzkrieg Bop/Teenage Lobotomy/California Sun/Pinhead/She’s the One (uživo)" pojavljuju se u glazbenoj komediji Rock 'n' Roll High School od Rogera Cormana.

## Popis pjesama
Sve pjesme napisao je sastav Ramones, osim gdje je drugačije naznačeno.
1. "I Just Want to Have Something to Do" (Joey Ramone) – 2:42
2. "I Wanted Everything" (Dee Dee Ramone) – 3:18
3. "Don't Come Close" (Dee Dee Ramone) – 2:44
4. "I Don't Want You" (Joey Ramone) – 2:26
5. "Needles & Pins" (Sonny Bono / Jack Nitzsche) – 2:21
6. "I'm Against It" – 2:07
7. "I Wanna Be Sedated" (Joey Ramone) – 2:29
8. "Go Mental" (Dee Dee Ramone) – 2:42
9. "Questioningly" (Dee Dee Ramone) – 3:22
10. "She's the One" – 2:13
11. "Bad Brain" (Dee Dee Ramone) – 2:25
12. "It's a Long Way Back" (Dee Dee Ramone) – 2:20

### CD reizdanje iz 2001. s bonus pjesmama
1. "I Want You Around (Ed Stasium version)" (Joey Ramone) – 3:02
2. "Rock 'n' Roll High School (Ed Stasium verzija)" (Joey Ramone) – 2:20
3. "Blitzkrieg Bop/Teenage Lobotomy/California Sun/Pinhead/She’s the One (uživo)" – 11:00
4. "Come Back, She Cried A.K.A. I Walk Out (demo)" – 2:21
5. "Yea, Yea (demo)" – 2:08

## Izvođači
- Joey Ramone - prvi vokal
- Johnny Ramone - gitara
- Dee Dee Ramone - bas-gitara, prateći vokali
- Marky Ramone - bubnjevi

### Produkcija
- Produkcija i Projekcija - Ed Stasium, Tom Erdelyi
- Asistent projekcije - Ray Janos
- Završni radovi - Greg Calbi

## Vanjske poveznice
- discogs.com - Ramones - Road To Ruin